# Kinomichi

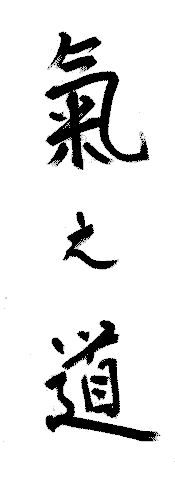
„Kinomichi“: Kalligraphie von der Hand des Meisters Masamichi Noro

Kinomichi (Kanji: 氣之道; dt. „Weg des Ki“) ist eine Bewegungskunst, die von Masamichi Noro in Paris seit etwa 1979 aus dem Aikidō und aus verschiedenen europäischen Bewegungslehren entwickelt wurde.
Bis dahin war er einer der höchstrangigen Aikidōmeister gewesen. In der Überzeugung, dass das damalige Aikidō seiner ursprünglichen Intention nicht mehr gerecht werden könne, entschloss er sich, neue Wege zu gehen.
Kinomichi bedeutet auf Japanisch „Weg des KI“. Der Begriff KI hat vielfältige Bedeutungen: Atemkraft – Lebensenergie – oder auch vitaler Fluss. KI ist eine materiell nicht greifbare, dennoch reale Eigenschaft alles Lebendigen. Unser Körper ist der Ort, an dem sich KI manifestiert und an dem wir es weiterentwickeln können. Das KI hervorzubringen und sich zugleich von ihm durchdringen zu lassen ist das wesentliche Ziel des Übens.
Der Anfänger profitiert zunächst in Form von Entspannung und einer tiefgreifenden körperlichen und geistigen Gelöstheit. Die Bewegungen mobilisieren und verfeinern die Wahrnehmung aller Empfindungsqualitäten. Dies erlaubt den Übenden eine Revision des eigenen Körperschemas. Nach und nach gelingt es, dieses zu transformieren und eine neue Einheit zu finden. Durch das Üben strafft sich der Körper. Die muskulären Verbindungen, die Knochen und Gelenke zusammenhalten, gewinnen eine neue Geschmeidigkeit. Dies wirkt sich positiv auf alle Strukturen aus: Nacken, Schultern, Handgelenke, die gesamte Wirbelsäule, Hüften, Knie, Fußgelenke bis in die Zonen der inneren Organe hinein. Langfristig verändert sich der gesamte Körpertonus. Er findet ein neues Gleichgewicht: nicht zu schlaff aber auch nicht zu gespannt. Alle Bewegungen im Kinomichi basieren auf dem Respekt gegenüber dem Körper und seinen natürlichen Gesetzen. Sie bergen so gut wie kein Verletzungsrisiko in sich. Die Praxis bietet ebenso Gelegenheit zu dynamischer Bewegung, aktiviert Kreislauf, Atmung und Transpiration, stimuliert den KI-Fluss und die Freude an Bewegung generell. Innerhalb einer Übungsgruppe ist die Arbeit miteinander vorurteilsfrei und offen, getragen von gegenseitigem Respekts, ohne jeden Leistungszwang. Jeder entwickelt sich seinem eigenen Rhythmus und seinen eigenen körperlichen Gegebenheiten entsprechend. Das Wesentliche bleibt der Dialog, tonisch und energetisch, mit einem Partner. So wird das Üben zu einer Art freudiger Meditation in Bewegung.
Die Bezeichnung Kinomichi ist als eingetragenes Warenzeichen geschützt.